# Glyphoglossus brooksii
Glyphoglossus brooksii es una especie de anfibio anuro de la familia Microhylidae. Esta especie es endémica de la isla de Borneo, donde se encuentra en Sarawak (Malasia) y Kalimantan (Indonesia). Es una especie fosorial que habita en selvas tropicales, bosques de dipterocarpos y bosques de turbera.